# Acromantis oligoneura
Acromantis oligoneura é uma espécie de louva-a-deus descrita por Wilhelm de Haan em 1842. Acromantis oligoneura pertence ao gênero Acromantis e família Hymenopodidae. Sem subespécie conhecidas.